# عبد الرحمن بن خالد الفهمي
عبد الرحمن بن خالد بن مسافر الفهمي (- 127 هـ) هو من أثبات أهل مصر وقدماء مشايخها، وأحد رواة الحديث النبوي، ووالي مصر (117 - 118 هـ)، عينه هشام بن عبد الملك واليًا لمصر بعد الوليد بن رفاعة، غير أن أهل مصر اشتكوا من لينه، فعزله.

## سيرته
هو عبد الرحمن بن خالد بن مسافر بن خالد بن ثابت بن ظاعن أبو خالد، وقيل أبو الوليد الفهمي المصري أمير مصر لهشام بن عبد الملك بن مروان، وكان استخلفه الوليد بن رفاعة قبل موته على صلاة مصر، كما ولي شرطتها، فلما مات الوليد بن رفاعة أقره الخليفة هشام على إمرة مصر عوضًا عن الوليد بن رفاعة على الصلاة وكان ذلك في جمادى الآخرة سنة 117 هـ. وجعل على شرطته عبد الله بن بشار الفهمي.
وفي ولايته على مصر نزلت الروم بنواحي مصر وأسروا منها خلقًا كثيرًا، فلما بلغ هشامًا ذلك عزله عن إمرة مصر، وأعاد حنظلة بن صفوان ثانيًا على مصر سنة 118 هـ، فكانت مدة ولايته على مصر سبعة أشهر وخمسة أيام.

## روايته للحديث
- روى عن: ابن شهاب الزهري.
- روى عنه: الليث بن سعد ويحيى بن أيوب.

- قال ابن معين: كان عنده عن الزهري كتاب فيه مائتا حديث أو ثلاثمائة حديث كان الليث يحدث بها عنه. وقال النسائي: ليس به بأس.[3]